# Vallée de la Woluwe
 (juin 2022).
Pour les articles homonymes, voir R22.
La Vallée de la Woluwe (ring R22) est la troisième ceinture de Bruxelles. Elle se compose entre autres du boulevard de la Woluwe et du boulevard du Souverain.

## Noms de rues
À Machelen, Vilvoorde et Grimbergen, les rues portent le nom de « Woluwelaan » (Boulevard de la Woluwe). La chaussée se confond en effet avec le parcours de la rivière de la Woluwe, et des communes de Woluwe-Saint-Pierre, Woluwe-Saint-Lambert et Woluwe-Saint-Étienne.
À Bruxelles, le R22 porte les noms suivant, du nord au sud :
- boulevard de la Woluwe (Woluwelaan) ;
- boulevard du Souverain (Vorstlaan) ;
- avenue Delleur (Delleurlaan) ;
- chaussée de La Hulpe (Terhulpensesteenweg).

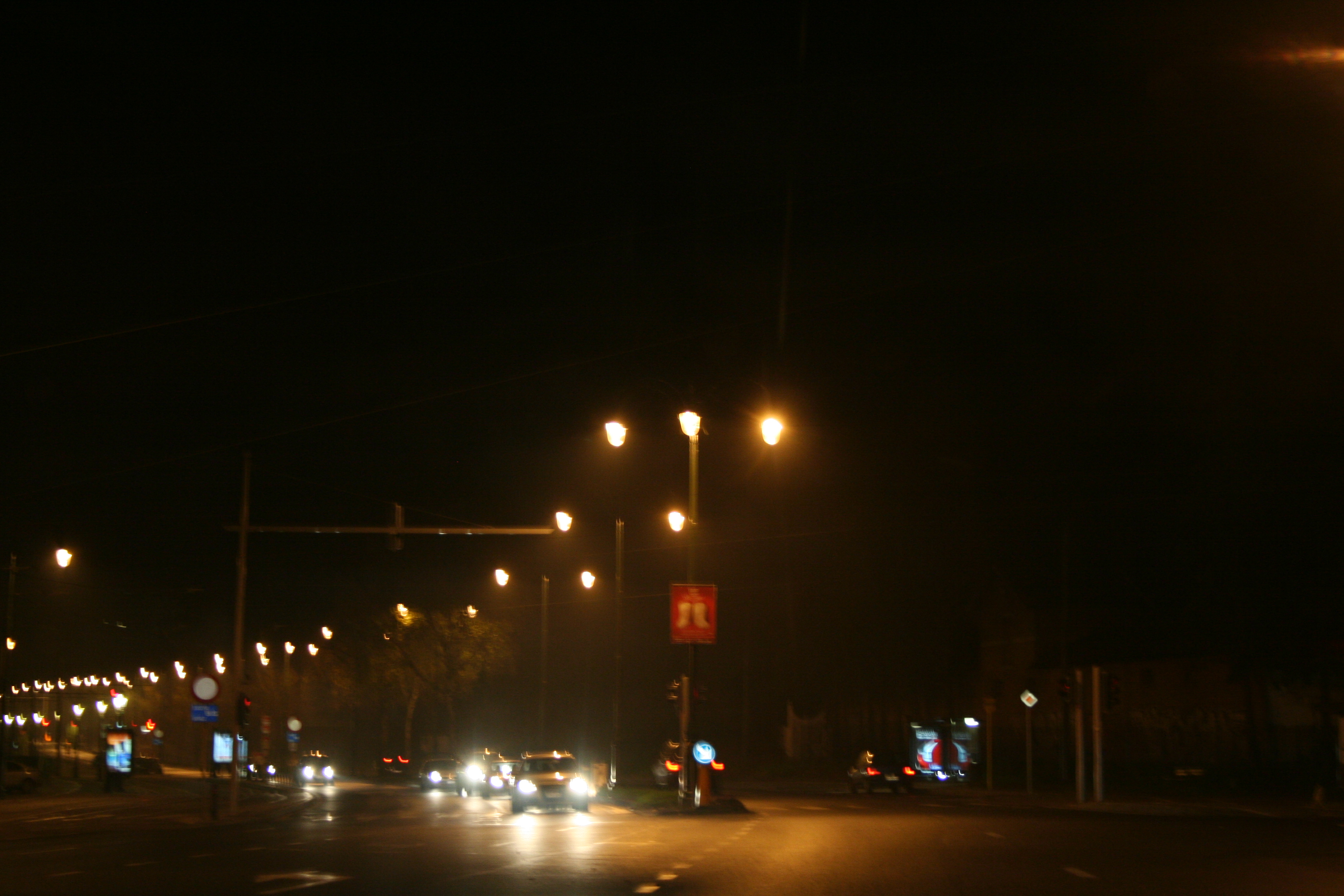
Photo au niveau du Bois de la Cambre.